# Gulbrynad tyrann
Gulbrynad tyrann (Satrapa icterophrys) är en fågel i familjen tyranner inom ordningen tättingar.

## Utseende och läte
Gulbrynad tyrann är en medelstor tyrann med tydligt gult ögonbrynsstreck och gul buk kontrasterande olivgrön buk, ljusa vingpennor och mörk ögonmask. Honan är något mattare i färgerna. Fågeln är vanligen tystlåten.

## Utbredning och systematik
Gulbrynad tyrann förekommer från allra sydöstligaste Peru till norra Argentina, östra och södra Brasilien samt i Venezuela. Den placeras som enda art i släktet Satrapa och behandlas som monotypisk, det vill säga att den inte delas in i några underarter.

## Levnadssätt
Gulbrynad tyrann hittas i skogsbryn och halvöppna sanka områden.

## Status
Arten har ett stort utbredningsområde och beståndet anses stabilt. Internationella naturvårdsunionen IUCN listar den därför som livskraftig (LC).